# Sela pri Šentjerneju
Sela pri Šentjerneju este o localitate din comuna Šentjernej, Slovenia, cu o populație de 100 de locuitori.